# ایسوزو جمنای
ایسوزو جمنای (Isuzu Gemini) خودرویی است که در سال‌های ۱۹۷۴ تا ۲۰۰۰در ژاپن تولید شده‌است. است.